# Hockey Valdagno 1938 2018-2019
Questa voce raccoglie le informazioni riguardanti l'Hockey Valdagno 1938 nelle competizioni ufficiali della stagione 2018-2019.

## Maglie e sponsor
| 1ª divisa | 2ª divisa |

## Organigramma societario
- Presidente: Domenico Cracco
- Vicepresidente: Sergio Sperman
- Direttore Sportivo: Luca Refosco
- Segretario: Franco Perin

## Organico

### Giocatori
Rosa e numerazione, tratte dal sito internet ufficiale del club, aggiornato alla stagione 2018-2019.
| N° | Naz.                 | Ruolo | Sportivo             |  |  |  |
| -- | -------------------- | ----- | -------------------- |  |  |  |
| 1  | Italia (bandiera)    | P     | Andrea Brentan       |  |  |  |
| 2  | Italia (bandiera)    | D     | Samuel Amato         |  |  |  |
| 4  | Spagna (bandiera)    | A     | Luis Pallares Peidro |  |  |  |
| 5  | Italia (bandiera)    | D     | Alessandro Burtini   |  |  |  |
| 6  | Argentina (bandiera) | A     | Darío Giménez        |  |  |  |
| 7  | Italia (bandiera)    | A     | Gaston De Oro        |  |  |  |
| 8  | Italia (bandiera)    | A     | Massimo Tataranni    |  |  |  |
| 9  | Italia (bandiera)    | D     | Alessandro Refosco   |  |  |  |
| 10 | Spagna (bandiera)    | P     | Guillem Trabal Taña  |  |  |  |
| 11 | Italia (bandiera)    | D     | Filippo Zambon       |  |  |  |
| 22 | Angola (bandiera)    | A     | André Centeno        |  |  |  |
| 26 | Italia (bandiera)    | P     | Andrea Bigarella     |  |  |  |

### Staff tecnico
- Allenatore:  Franco Vanzo